# نوکیا ۵۶۱۰

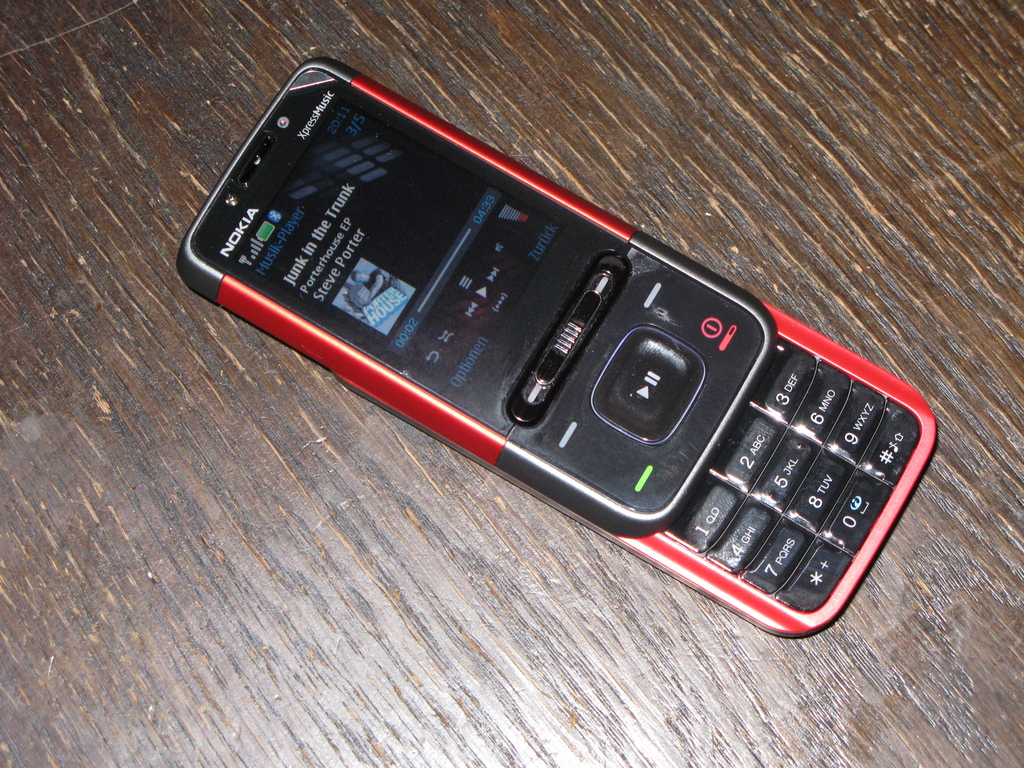
محصول nokia

نوکیا ۵۶۱۰ یک‌نمونه از گوشی‌های تلفن همراه سری ۵۰۰۰ شرکت نوکیا می‌باشد که توسط همین شرکت به بازار عرضه شده‌است.